# Erythronium rostratum
Erythronium rostratum är en liljeväxtart som beskrevs av W.Wolf. Erythronium rostratum ingår i Hundtandsliljesläktet och i familjen liljeväxter. Inga underarter finns listade.